# Jennie Åfeldt
Jennie Linda Marie Åfeldt, född 30 augusti 1974 i Knislinge församling i Kristianstads län, är en svensk politiker (sverigedemokrat). Hon var ordinarie riksdagsledamot mellan 2014 och 2022, invald för Skåne läns södra valkrets sedan 2018 (dessförinnan Malmö kommuns valkrets 2014–2018).
I riksdagen var hon ledamot i socialförsäkringsutskottet 2016–2018.